# Jean Samuel Pauly
Jean Samuel Pauly o Samuel Johannes Pauly fue un diseñador y fabricante de armas nacido en Vechigen, cerca de Berna, Suiza el 13 de abril de 1766.

## Carrera
En 1798, a los 32 años, Pauly se convirtió en Sargento de Artillería. Luchó como miembro del Ejército suizo, junto con los franceses, bajo el mando de André Masséna. Durante sus campañas, en 1799, Pauly escribió un manual sobre el uso de armas de fuego.
Pauly se mudó a París en 1802, donde trabajó en el diseño de una aeronave y mantuvo contacto con el fabricante de armas de Saint-Étienne. En 1804 diseñó un puente automático. Pauly usaba para sí mismo el título de "Coronel Jean Samuel Pauly". Estableció un taller armero donde desarrolló un mecanismo de disparo con fulminato de mercurio. En 1809 tomó como empleado al alemán Johann Nikolaus von Dreyse, quien más tarde sería el inventor del famoso fusil Dreyse.

## Cartucho auto-contenido
En 1808, con la ayuda del armero francés François Prélat, Pauly creó el primer cartucho autocontenido, incorporando una base de cobre con fulminato de mercurio (la mayor innovación de Pauly), una vaina de papel y una bala de punta roma. El cartucho era cargado por la recámara y disparado con una aguja. A partir de entonces, el arma de retrocarga de fuego central con percusión por aguja se convertiría en la principal característica de las armas de fuego. El arma correspondiente también fue desarrollada por Pauly. Pauly realizó una versión mejorada, la que patentó el 29 de septiembre de 1812. El cartucho fue posteriormente mejorado por el armero francés Casimir Lefaucheux en 1836.
Luego de la caída de París en manos de los aliados el 5 de abril de 1814, von Dreyse abandonó Francia y se fue a Prusia y Pauly se trasladó a Londres, donde continuó el desarrollo de varias armas bajo el patrocinio de Durs Egg.